# Libnotes univibrissa
Libnotes univibrissa är en tvåvingeart som först beskrevs av Alexander 1967.  Libnotes univibrissa ingår i släktet Libnotes och familjen småharkrankar. Inga underarter finns listade i Catalogue of Life.